# Marissa Mayer
Marissa Ann Mayer (Wausau, 30 mei 1975) is sinds juli 2012 de directeur en CEO van Yahoo!. Voor 2012 was zij leidinggevende en woordvoerder voor Google. Mayer stond in 2014 op de 6e plaats op de lijst van invloedrijkste leiders van Fortune.

## Carrière

### Google
Nadat Mayer was afgestudeerd aan Stanford ontving ze 14 aanbiedingen van bedrijven, waaronder een baan als lerares op Carnegie Mellon University en een baan als adviseur bij McKinsey & Company. Ze begon in 1999 bij Google als twintigste werknemer en was de eerste vrouwelijke ingenieur van het bedrijf. Ze begon met programmeren en als toezichthouder op kleine ingenieurteams die werkten aan de ontwikkeling van Googles zoekmachine. Ze stond bekend om haar oog voor detail, een van de kwaliteiten waardoor ze het tot productmanager bracht.
In 2002 zette Mayer het Associate Product Manager-programma (APM) op, een begeleidingsprogramma van Google om nieuw talent binnen te halen en ze vervolgens op te leiden voor een leidinggevende functie binnen het bedrijf. Ieder jaar selecteerde Mayer voor het twee jaar durende programma een aantal talentvolle werknemers, die meerdere buitenschoolse opdrachten moesten uitvoeren en uitgebreide avondlessen volgen. Bekende afgestudeerden van dit programma zijn onder meer Bret Taylor en Justin Rosenstein. In 2005 werd Mayer Vice President Zoekproducten en Gebruikservaring. Ze vervulde een sleutelrol bij producten als Google Search, Google Images, Google News, Google Maps, Google Books, Google Product Search, Google Toolbar, iGoogle en Gmail.
Mayer oefende deze functie uit tot eind 2010, toen ze door Eric Schmidt werd gedegradeerd tot hoofd Locatiediensten. In 2011 was ze verantwoordelijk voor Googles overname van de enquêtewebsite Zagat voor 125 miljoen Amerikaanse dollar. Tijdens haar jaren bij Google gaf Mayer ook een basiscursus programmeren aan Stanford en begeleidde ze studenten aan de East Palo Alto Charter School. Mayer ontving de Centennial Teaching Award en de Forsythe Award van Stanford.

### Yahoo! (2012 -2017)
Op 16 juli 2012 werd Mayer benoemd tot de nieuwe directeur en CEO van Yahoo!, en reeds de volgende dag ging zij daar aan het werk. Ze is ook lid van de raad van bestuur van het bedrijf. Om het bureaucratische proces te vereenvoudigen en de bedrijfscultuur te verbeteren, introduceerde Mayer een nieuw online programma, genaamd PB&J. Met behulp van dit programma kunnen werknemers hun klachten kwijt, maar ook hun stem uitbrengen in verband met problemen die binnen het bedrijf spelen; wanneer een probleem ten minste 50 stemmen binnenhaalt, wordt onderzoek naar het probleem gedaan. In februari 2013 vond er onder Mayers toezicht een grote verandering plaats in het personeelsbeleid van Yahoo!, die inhield dat alle thuiswerkers vanaf dat moment op kantoor hun werk moesten komen doen. Nadat Mayer vanuit huis had gewerkt tot het einde van haar zwangerschap, kwam ze terug op kantoor en regelde ze een verzorgingsruimte voor haar kind, vlak naast haar kantoor. Mayer kreeg kritiek te verduren op het thuiswerkverbod.
In april 2013 veranderde Mayer Yahoo!'s beleid omtrent zwangerschapsverlof door de verlofperiode te verlengen en ouders een geldbonus te geven. Het viel CNN op dat deze verandering overeenkwam met die bij andere bedrijven in Silicon Valley, zoals Facebook en Google. Op 20 mei 2013 leidde Mayer Yahoo! in de overname van Tumblr, waar een bedrag van 1,1 miljard Amerikaanse dollar mee gemoeid was. De overname was er één in een lange reeks van grote overnames die volgden nadat Mayer CEO was geworden. In juli 2013 noteerde Yahoo! een daling van de omzet, maar een groei van de winst in vergelijking met het jaar daarvoor. De reactie van Wall Street was niet enthousiast, met een daling van de aandeelprijs met 1,7%. In september 2013 werd er een verdubbeling van de aandeelprijs genoteerd sinds Mayers aanstelling als CEO 14 maanden daarvoor. In november 2013 voerde Mayer een prestatieprogramma in, waardoor managers hun medewerkers moeten beoordelen en de slechtst-beoordeelde werknemers ontslagen zouden worden.
In 2014 uitten The New York Times en The New Yorker hevige kritiek op veel van Mayers beleidsbeslissingen.

### Lumi Labs (2017 - heden)
Nadat ze Yahoo! in 2017 verliet, heeft Mayer een nieuw bedrijf "Lumi Labs" gestart met voormalig collega Enrique Munoz Torres. Het bedrijf is gevestigd in Palo Alto en focust zich met name op artificial intelligence en consumer media.
- DBLP: 80/5451
- Gemeinsame Normdatei: 1077198744
- International Standard Name Identifier: 0000 0004 3378 8025
- Library of Congress Control Number: n2014021950
- Bibliotheek van het Japanse parlement: 001233107
- Nationale Bibliotheek van Israël: 987007329052505171
- Virtual International Authority File: 308229746
- WorldCat: E39PBJqw43bfKQWQfvVHQKJ4bd